# Thapsiasäure
Thapsiasäure ist eine organische Verbindung aus der Gruppe der Dicarbonsäuren.

## Vorkommen und Geschichte

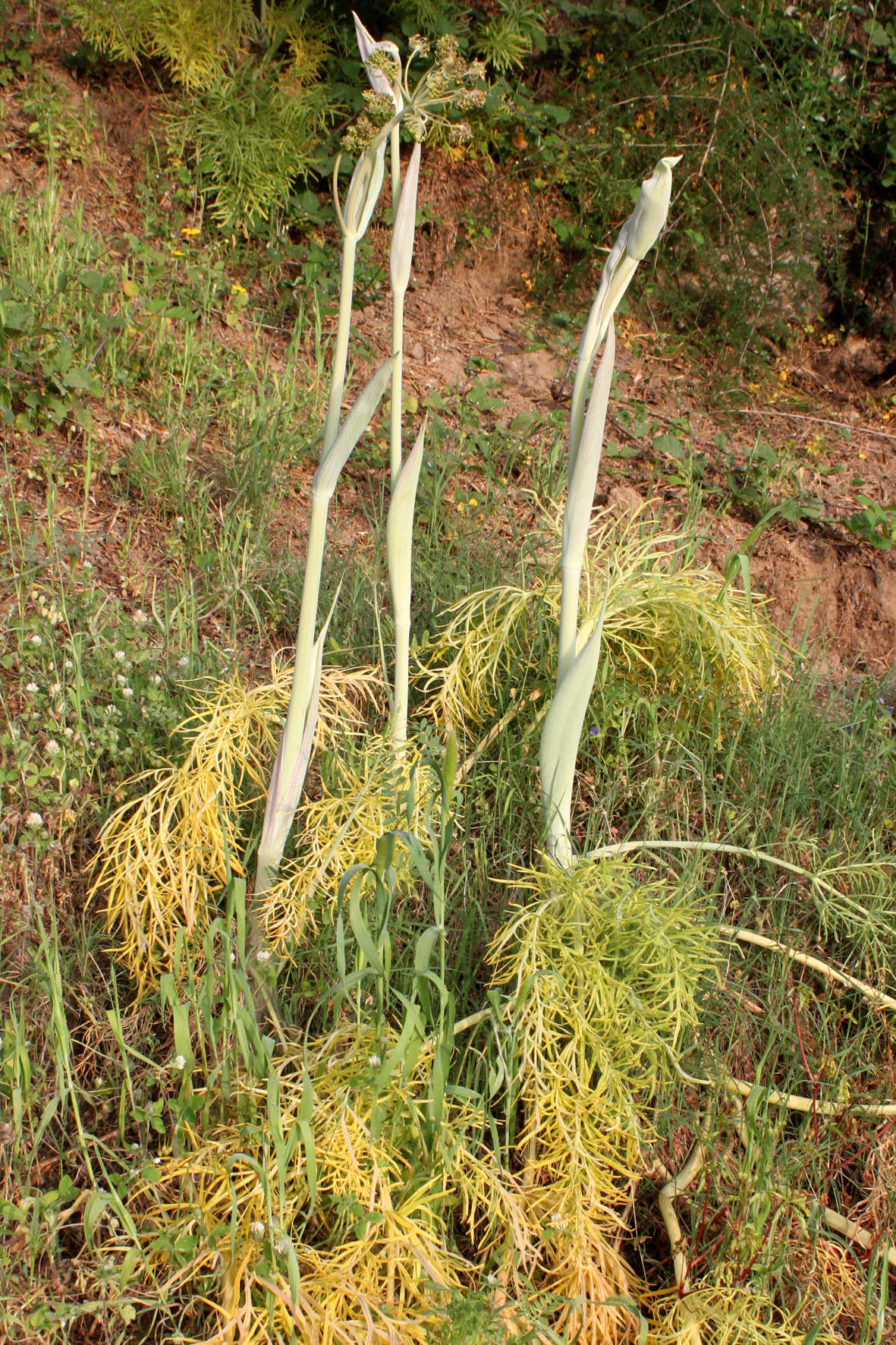
Thapsia garganica

Thapsiasäure kommt in den Wurzeln der Gargano-Purgierdolde (Thapsia garganica) vor. Wegen der Isolierung aus dieser Pflanze (1883) wurde die Säure danach benannt. Daneben wurde die Verbindung auch als Bestandteil von Cutinen (Polyestern) in der Cuticula von Apfelschale nachgewiesen.

## Herstellung
Thapsiasäure kann durch Kolbe-Elektrolyse aus dem Kaliumsalz des Azelainsäuremonoethylesters gewonnen werden.

## Reaktionen
Thapsiasäure wurde in Form des Thoriumsalzes 1926  für die erste Herstellung des Cyclopentadecanons verwendet (Ružička-Ringsynthese). Die Pyrolyse-Reaktion ergab allerdings nur eine Ausbeute von 2 %.